# 빅토리아: 해가 지지 않는 제국
빅토리아(Victoria: An Empire Under the Sun)는 패러독스 인터랙티브사에서 개발하고 유통한 산업혁명과 제국주의를 소재로 다룬 실시간 전략 시물레이션/대전략 게임이다. 1836년부터 제1차 세계대전이 종결된 이듬해인 1920년까지의 세계를 다루고 있으며, 확장팩 〈혁명〉에서는 1935년까지의 세계를 다룬다. 시스템은 유로파 유니버설리스의 엔진을 일부 수정하여 제작되었다.
다른 패러독스 인터랙티브사의 게임과 달리, 탐험이나 식민지화(유로파 유니버설리스), 또는 전쟁(하츠 오브 아이언)에만 집중한 것이 아닌, 공업화와 정치관리(정당과 사회개혁 등) 등 종합적인 관리가 필요하다.

## 승리의 3대 요소와 핵심 요소
빅토리아에서는 승리의 개념이 없지만, 국가 순위가 매겨진다. 국가 순위 상위 8위까지의 국가는 열강(Great Power)라는 특별한 호칭이 부여된다.
- 위신: 식민지 확장이나 정치사회적 개혁, 문화 분야의 기술 연구나 이벤트를 통해 올릴 수 있다. 전쟁을 위한 선전포고 시 일정량의 위신이 소모된다.
- 산업력: 공장을 건설/확장하고, 공장 노동자와 사무원을 최대한 많이 공장에 투입하는 동시에 철도망을 확장하면 자연히 올라간다. 다만, 국채가 많이 있을 경우 이 수치는 낮아진다.
- 군사력: 육해군의 양적 확장과 질적 확장을 할수록 올라간다.

- 식민지: 제국주의 시대를 바탕으로 한 게임이므로 제국주의적 팽창과 야욕,즉 식민지를 주된 배경으로 하고 있다.
- 사상: 19세기는 수많은 예술적 사상과 정치-경제적 변혁을 겪었던 시대이다.

## 위신
- 위신: 식민지 확장이나 정치사회적 개혁, 전쟁의 승리, 문화 분야의 기술 연구나 이벤트를 통해 올릴 수 있다. 전쟁을 위한 선전포고와 대학의 사상 변화에 일정량의 위신이 소모된다. 또한 외교점에 영향을 끼친다.

### 국가의 계급
빅토리아에는 다음과 같은 국가 계급이 있다. 국가 계급에 따라 일부 제한되는 기능도 있다. 국가의 강대함에 따라 국가의 순위가 매겨진다. 국가 순위 상위 8위까지의 국가는 열강(Great Power)라는 특별한 호칭이 부여된다.
- 열강 - 게임 내의 세계 국가들중 가장 강하고 위신이 높은 국가들중 8개 국가를 칭한다. 이 게임의 궁극적인 목표이다. 위신과 외교에 어느 정도 혜택이 부여된다.

- 문명국 - 유럽의 마이너 국가들이나 라틴아메리카 국가들이 이에 속한다. 가장 일반적인 국가이다. 비문명국과 달리 적은 영토(세 곳의 프로빈스 이하)를 보유한 문명국이 아닌 이상 모든 영토를 점령하더라도 즉시 합병이 불가능하다.

- 비문명국 - 서구를 제외한 아시아/아프리카의 대다수의 국가가 이에 속한다. 위신 상승과 외교에 큰 제한이 있다. 군사 양성시 '현지군' 수준의 병력만을 편성할 수 있다. 일정한 위신/산업력/군사력을 갖추면 문명국으로 진입이 가능하다 (위신 100/산업력 75/군사력 25이상). 또한 비문명국은 모든 영토를 점령할 시 즉시 합병이 가능하다.

- 위성국 - 게임 초기 설정이나 전쟁 등에 따라 지배국에 종속되어 지배국과의 외교만 가능한 국가이다.독립이 되었을 때 주(식민지가 아닌)상태로 독립되었을 때 위성국이 된다. 비문명국과 마찬가지로 모든 영토를 점령할 시 즉시 합병이 가능하다.

- 자치령 - 위성국과 비슷하다. 그러나 독립되었을때에 준주(식민지)일때는 자치령으로 독립이 된다.

## 경제
- 산업력: 공장을 건설/확장하고, 공장 노동자와 사무원을 최대한 많이 공장에 투입하는 동시에 철도망을 확장하면 자연히 올라간다. 다만, 국채가 많이 있을 경우 이 수치는 낮아진다.

#### 자원
슈퍼파워2와 같은 전략게임은 간접적으로 자원을 관리하는 것에 비해 〈빅토리아: 해가 지지 않는 제국〉은 자원을 직접 산업과정을 통하여 생산과 무역 등이 가능하다.

#### 1차 산업 생산품
1차 산업 생산품은 각 지역에서 1개 자원이 생산된다. 농부나 노동자 계급이 생산을 담당하며, 이벤트로 1차 산업 생산품이 변경될 수 있다.

##### 공업 원료가 되는 1차 산업 생산품
- 목화(Cotton)
- 염료(Dye): 일정 수준의 기술 발전이 있을 경우 염료 제조 공장 설립 후 생산 가능
- 비단(Silk)
- 육류/가축(Cattle)
- 곡물(Grain)
- 석탄(Coal)
- 유황(Sulphur)
- 철(Iron)
- 나무(Timber)
- 열대나무(Tropical Wood)
- 고무(Rubber)
- 오일(Oil)

##### 공업 원료가 되지 않는 1차 산업 생산품
- 양모(Wool)
- 담배(Tobacco)
- 차(Tea)
- 커피(Coffee)
- 아편(Opium)
- 어류/물고기(Fish)
- 과일(Fruit)
- 귀금속(Precious Metal)

#### 2차 산업 생산품
2차 산업 생산품은 각 주에 1종당 1개씩 설립할 수 있는 공장에서 생산이 가능하다. 직공과 사무원이 생산을 담당하며, 일부 2차 산업 생산품은 다른 2차 산업 생산품 생산의 원료가 되기도 한다.

##### 민수용 생산품
- 강철(Steel)
- 시멘트(Cement)
- 유리(Glass)
- 비료(Fertiltzer)
- 기계장치(Machine Parts)
- 자동차(Automobiles)
- 전기장치(Electric Gear)
- 전화기(Telephones)
- 양조주(포도주)(Wine)
- 증류주(곡주)(Liquor)
- 통조림(Canned Food)
- 직물(Fabric)
- 기성복(Regular Clothes)
- 고급의류(Luxury Clothes)
- 목재(Lumber)
- 종이(Paper)
- 가구(Furniture)
- 고급가구(Luxury Furniture)

##### 군수용 생산품
- 군수품(Ammunition)
- 소총(Small Arms)
- 대포(Artillery)
- 전차(Barrels)
- 범선(Clipper Convoy)
- 증기선(Steamer Convoy)

##### 민군 공용 생산품
- 석유(Fuel)
- 폭약(Explosives)
- 비행기(Aeroplanes)

### 공업화
공업화는 빅토리아 경제체계에 중요한 요소중 하나다. 농업경제체제로도 살아남을 수 있지만, 그 국가는 진전이 없을 것이다. 열강으로 가거나 열강상태를 유지하고 싶은 모든 플레이어들은 꼭 공업화를 해야한다.

### 철도와 인프라
철도는 공장효율성 확보의 마지막 연결고리다. 이유는, 인구와는 달리, 새 기술이 나옴에 따라 효율성이 증가하기 때문이다. 게임에서는 철도의 여러 단계가 있으며, 연이어 나오는 단계의 철도들은 공장의 효율성을 더 개선해준다.
철도의 혜택을 받으려면, 공장이 위치한 주 전체에 깔려야 한다. 그렇지 않으면 효과는 없을 것이다. 주에서의 철도의 능력은 공장의 효율성은 철도가 많이 개통될수록 효율성은 높아진다. 또한 철도는 군대의 이동속도를 향상시켜주기 때문에 언제나 좋은 투자물이다.

## 군사
제국주의 시대에는 전쟁이 빈번했으며, 제1차 세계대전이 후반부에 벌어지거나 1914년부터 게임을 시작할 경우 발생된 상태에서 시작하기 때문에 군사력의 강화는 플레이에 있어서 중요한 요소 중 하나이다.

### 육군의 질적 차이
- 정규군: 정규군은 배출된 문명국에서 표준으로 잘 훈련된 부대이다.
- 식민지군: 식민지군은 그 나라의 식민지에서 편성된 부대이다. 식민지의 자국문화에서 온 사람은 마찬가지로 그곳의 기초이다. 만약 그 식민지가 이미 주로 승격되었다면 식민지군은 정규군이 된다.
- 예비군: 예비군은 문명국의 징병과 동원령에 따라 편성된 부대이다.
- 현지군: 현지군은 문명국에서 훈련받은 전문 군인이 훈련시킨 현지 인구의 결과로 나온 부대이다. 현지군은 질적인 면에서 신뢰도의 2가지 부정적 페널티를 제외하고는 정규군과 같은 수준의 부대이다. 대부분의 군사 모집에서 당신은 질의 종류를 선택하지 못할 수도 있다. 오히려, 군사가 모집되는 곳의 출신과 문화는 이미 정해져있다.

### 육군의 등급
육군은 다양한 등급이 있다.
- 비정규군: 비정규군은 전근대적인 형태의 군사기술을 나타내는 부대이다. 비정규군은 문명국에서는 편성할 수 없지만 많은 비문명국들은 시초로서 편성할 수 있는 유일한 부대이며, 약점이 많다. 심지어 좋은 장비를 갖춘 2만명의 정규군이 10만 비정규군을 이기는 것도 가능하다.
- 정규군: 정규군은 가장 기본적이고 총을 장비하고 전투로 진군하는 병사들이다. 정규군은 모든 현대군의 요소이고 게임에서의 모든 대부대의 중추를 이룬다.
- 부속여단: 부속여단은 사단자체의 변수를 조절한다. 예를 들어 공병여단을 가진 사단은 더욱 대체로 참호를 팔 수 있게된다. 포병여단을 가진 사단은 공격과 방어에서 보너스를 받을 것이다. 물론 부속여단을 가진 사단은 느리게 움직이지만 사단의 총 병력수가 최대 2천명 더 늘어나게 된다.

### 육군의 병과
육군은 3개의 병과로 나뉘며 지상 위의 지역을 돌아다닐수 있다. 해상으로는 이동할 수 없으며, 해외 원정이나 해외 식민지로의 이동을 위해서는 사단 수와 똑같거나 그 이상의 수로 편성된 수송선을 활용해야 한다.

#### 일반 병과
- 보병: 보병은 가장 기본적이고 말 그대로 총을 장비하고 전투로 진군하는 병사들이다. 보병은 모든 현대군의 요소이고 게임에서의 모든 대부대의 중추를 이룬다.
- 용기병: 용기병은 말도 타고 걸으면서도 싸울 수 있도록 훈련된 병사의 종류이다. 용기병은 보병보단 빠르지만 기병만큼 빠르진 않다. 용기병은 적국의 영토를 점령한 뒤 나타나는 유격대를 처리하는데 좋은 병사이다.
- 기병: 기병은 말을 타며 전선을 붕괴시키고 정찰활동을 하거나 전선의 뒤에서 빠른 책략을 쓰는데 유용하다. 기병은 그들의 가장 큰 자산인 속도를 자랑한다.

#### 추가 병과
부대의 전투력 향상을 위하여 생산을 할 때 여단의 형태로 추가 병과를 부여할 수 있다. 그렇지만, 이 추가 병과는 생산 이후 붙이거나 뗄 수 없다.

##### 보병과 용기병의 추가 병과
- 정규군여단: 정규군은 표준적으로 잘 훈련된 병사의 여단이다. 정규군여단은 화력과 충격을 올려준다.
- 근위병여단: 근위병은 고도로 훈련된 많은 병사로 이루어진 여단이다. 근위병 여단은 정규군이 화력과 충격을 올려주듯이 올려주고 조직과 사기에도 가산해준다.
- 공병여단: 공병은 땅을 파는 것으로 참호를 굳혀 스스로를 요새화하는 사단의 능력을 올려준다. 공병여단은 어느정도의 방어 가산과 마찬가지로 매우 높은 사기와 조직을 올려준다.
- 포병여단: 포병은 멀리서 적을 연달아 공격해 항복하도록 하는데 익숙하다. 포병은 높은 화력과 어느정도의 충격을 올려주지만 기동을 상당히 떨어트린다. 또한 포병여단이 부속여단으로서 올려주는 것으로는, 전투에서 포병을 가지고 있는 부대에게 주는 전투 보너스도 있다.
- 사령부여단: 야전사령관이 있는 사령부여단은 그 사단에 조직을 많이 올려준다.
- 전차여단: 전차여단은 참호를 매우 깊게 판 적을 공격하는데 유용하다. 전차여단을 가진 사단은 굉장히 높은 충격 보너스를 받지만 기동은 상당히 느려진다. 전차여단은 참호를 판 부대와 싸울때 이점이 있었지만 1.03 버전 이후로 이런 특성은 없어졌다.

##### 기병의 추가 병과
- 경기병여단: 빠르게 움직이는 경기병사단인 경기병은 사기를 많이 올리고 기병사단의 기동을 어느정도 올려준다.
- 중기병여단: 전선을 무너뜨리는 힘과 능력으로 알려진 중기병은 기병사단의 사기와 조직을 올려주고 충격도 어느정도 올려준다.

### 해군
19세기는 해군의 질적 발전 속도가 매우 빠른 시대였고, 해군에 대한 역할과 특성이 급격하게 진보되었기 때문에 게임에서도 이러한 진보가 반영되어 있다. 기술 연구에서 해군 기술 연구를 통해서 생산 가능한 해군 함종을 고를 수 있으며, 기술 발전에 따라 일부 함종은 도태되어 생산할 수 없게 된다.
- 전열함
- 프리깃
- 범선 수송선
- 통상파괴선
- 기선 수송선
- 모니터함
- 장갑선
- 방호순양함
- 순양전함
- 전함
- 중순양함
- 노급함
- 잠수함

## 시나리오
역사의 진행에 따라 4가지 시나리오가 있다. 각 시대별로 그 사이 있었던 역사적 사실 변화가 반영된 상태에서 게임이 시작된다.
- 그랜드 캠페인: 1836년에 시작된다. 여러 열강들이 식민지 경쟁을 하기 시작한 상황을 배경으로 하며, 빅토리아 여왕의 즉위 시점에서 시작된다.
- 분열된 국가: 1861년에 시작된다. 남북전쟁이 발생한 상황에서 시작한다. 처음부터 아메리카 맹방을 선택하여 플레이할 수 있는 유일한 시나리오이다.
- 태양이 지지 않는 나라: 1881년에 시작된다. 대영제국의 대두와 독일의 통일이 이뤄진 상황에서 시작되며, 아시아에서도 일본 제국의 메이지 유신의 결과가 반영된 상황에서 시작한다.
- 모든 것의 끝으로 가는 전쟁: 1914년에 시작된다. 제1차 세계대전이 발생한 상황에서 시작된다. 또한, 모든 국가가 문명국인 상태로 시작되는 유일한 시나리오이다.

## 평가
| 평가 |             |
| --- | ----------- |
| 통합 점수 통합사 점수 메타크리틱 (PC) 58/100 [ 1 ] 평론 점수 평론사 점수 게임스팟 6.3/10 [ 2 ] PC 게이머 (US) 62% [ 3 ] Computer Games Magazine [ 4 ] |             |
| 통합 점수 |             |
| 통합사 | 점수        |
| 메타크리틱 | (PC) 58/100 |
| 평론 점수 |             |
| 평론사 | 점수        |
| 게임스팟 | 6.3/10      |
| PC 게이머 (US) | 62%         |
| Computer Games Magazine | [ 4 ]       |

## 같이 보기
- 패러독스 인터랙티브 게임 목록